# Malmbäcks landskommun
Malmbäcks landskommun var en tidigare kommun i Jönköpings län.

## Administrativ historik
När 1862 års kommunalförordningar trädde i kraft den 1 januari 1863 inrättades i Sverige cirka 2 400 landskommuner samt 89 städer och ett mindre antal köpingar. Då inrättades i Malmbäcks socken i Västra härad i Småland denna kommun.
Vid den riksomfattande kommunreformen 1952, då antalet kommuner minskade från 2 498 till 1037, bildade den storkommun genom sammanläggning med den tidigare kommunen Almesåkra.
Den 1 januari 1953 överfördes Malmbäcks landskommun och församling från Forserums landskommun och församling området Bretoft med 13 invånare och omfattande en areal av 2,74 km², varav 2,70 land.
Nästa indelningsreform innebar att kommunen upplöstes år 1971 och att området gick upp i Nässjö kommun.
Kommunkoden 1952–70 var 0631.

### Kyrklig tillhörighet
I kyrkligt hänseende tillhörde kommunen Malmbäcks församling. Den 1 januari 1952 tillkom Almesåkra församling.

## Geografi
Malmbäcks landskommun omfattade den 1 januari 1952 en areal av 245,16 km², varav 236,15 km² land. Efter nymätningar och arealberäkningar färdiga den 1 januari 1957 omfattade landskommunen den 1 november 1960 en areal av 245,93 km², varav 235,73 km² land.

### Tätorter i kommunen 1960
| Tätort              | Folkmängd |
| ------------------- | --------- |
| Malmbäck            | 1 145     |
| Fredriksdal, del av | 17        |

Tätortsgraden i kommunen var den 1 november 1960 46,2 procent.

## Politik

### Mandatfördelning i valen 1938–1966
| 5 | 10 | 8 | 1 |

| 24 |

| 6 | 1 | 10 | 7 |

| 23 |

| 6 | 9 | 9 |

| 23 |

| 8 | 14 | 11 | 2 |

| 34 |

| 9 | 12 | 10 | 4 |

| 34 |

| 8 | 11 | 5 | 11 |

| 34 |

| 9 | 16 | 4 | 6 |

| 35 |

| 8 | 13 | 5 |  | 8 |

| 34 |